# (7637) 1984 DN
(7637) 1984 DN là một tiểu hành tinh vành đai chính. Nó được phát hiện bởi Henri Debehogne ở Đài thiên văn La Silla ở Chile ngày 23 tháng 2 năm 1984.